# 1996年アトランタオリンピックのウクライナ選手団
1996年アトランタオリンピックのウクライナ選手団（1996ねんアトランタオリンピックのウクライナせんしゅだん）は、1996年7月19日から8月4日にかけてアメリカ合衆国のジョージア州アトランタで開催された1996年アトランタオリンピックのウクライナ選手団、およびその競技結果。

## 概要
ウクライナとして夏季オリンピック初参加となった今大会では、金メダル9個、銀メダル2個、銅メダル12個の合計23個のメダルを獲得した。

## メダル
| メダル | 選手名 | 競技 | 種目           |
| ------ | --- | ---- | -------------- |
| 金     | イネッサ・クラベッツ | 陸上 | 女子三段跳     |
| 金     | ラスタム・シャリポフ | 体操 | 男子平行棒     |
| 金     | リリア・ポドコパエワ | 体操 | 女子個人総合   |
| 金     | リリア・ポドコパエワ | 体操 | 女子ゆか       |
| 金     | エカテリーナ・セレブリアンスカヤ | 体操 | 女子新体操     |
| 銀     | リリア・ポドコパエワ | 体操 | 女子平均台     |
| 銅     | オレクサンドル・バガチ | 陸上 | 男子砲丸投     |
| 銅     | アレクセイ・クルイクン | 陸上 | 男子ハンマー投 |
| 銅     | インガ・ババコワ | 陸上 | 女子走高跳     |
| 銅     | ラスタム・シャリポフ アレクサンドル・スベトリチニー ウラジミール・シャメンコ イゴール・コロブチンスキー ユーリ・エルマコフ オレグ・コシアク グリゴリー・ミスチン | 体操 | 男子団体総合   |
| 銅     | エレーナ・ビトリチェンコ | 体操 | 女子新体操     |